# Kopiewicze
Kopiewicze (biał. Капіевічы, ros. Копиевичи) – wieś na Białorusi, w obwodzie mińskim, w rejonie mińskim, w sielsowiecie Siennica. Od północy sąsiaduje z Mińskiem.